# ويل ديورانت
ويليام جيمس ديورانت (بالإنجليزية: William James Durant)‏ (من 1885 - إلى 1981) فيلسوف، مؤرخ وكاتب أمريكي من أشهر مؤلفاته كتاب قصة الحضارة والذي شاركته زوجته أرئيل ديورانت في تأليفه.

## حياته
ولد "وِل ديورَانْت" في "نورث آدمز" من أعمال "ماساشوستس" سنة 1885؛ وتلقى تعليمه في مدارس "نورث آدمز" هذه ومدارس "كيرني" من أعمال "نيوجيرسي"، وهي مدارس تتبع الكنيسة الكاثوليكية في ذينك الإقليمين؛ وتلقاه كذلك في كلية القديس بطرس (اليسوعية) في مدينة جيرسي وفي جامعة كولمبيا بنيويورك؛ ولبث صيفاً يشتغل مراسلاً ناشئاً "لجريدة نيويورك" وكان ذلك عام 1907؛ لكنه وجد هذا العمل شديد الوطأة على نفسه فلم يحتمل المضي فيه، فاكتفى بتدريس اللاتينية والفرنسية والإنجليزية وغيرها من المواد في كلية "ستين هول" في سوث أورانج من أعمال نيوجيرسي (1907-11)، وهناك التحق بإحدى حلقات الدرس سنة 1909، لكنه عاد فتركها سنة 1911 لأسباب ذكرها في كتابه "مرحلة التحول"، وانتقل من تلك الحقبة الدراسية إلى الدوائر المتطرفة في نيويورك، وهناك اشتغل بالتدريس في "مدرسة فرر" (1911-13)، فكانت تلك الفترة بمثابة التجربة في التربية الحرة؛ وفي سنة 1912 طاف بأرجاء أوروبا على نفقة "أولدن فريمان"، الذي صادقه وتعهد أن يوسع من آفاقه؛ وفي سنة 1913 ركز اهتمامه في الدراسة ليحصل على الدرجة الجامعية من جامعة كولمبيا، وتخصص في علم الحياة متتلمذاً على "مررجَنْ" و "كالْكِنْز"؛ وفي الفلسفة متتلمذاً على "وودبردج" وديوي"؛ ونال درجة الدكتوراه من تلك الجامعة سنة 1917، وأخذ يعلم الفلسفة في جامعة كولمبيا عاماً واحداً؛ ثم بدأ يلقي في سنة 1914- في الكنيسة المسيحية الكائنة في شارع أربعة عشر وفي الطريق الثاني بنيويورك- بدأ يلقي هناك تلك المحاضرات في الفلسفة والأدب التي أعدته لإخراج كتابيه "قصة الفلسفة" و "قصة الحضارة"؛ فقد كان معظم المستمعين إليه في تلك المحاضرات من العمال والعاملات الذين كانوا يتطلبون وضوحاً تاماً وعلاقة تربط ما يقال بالحوادث الجارية، كانوا يتطلبون ذلك في كل المواد التاريخية التي تعتبر جديرة بالدرس؛ وفي سنة 1921 نظم "مدرسة ليِبَرْ تمبل" التي أصبحت تجربة من أنجح التجارب التي أجريت في تربية الكبار في العصر الحديث؛ ثم تركها سنة 1927 ليكرس نفسه لكتاب "قصة الحضارة" وطاف بأوربا مرة أخرى سنة 1927، وطوف بالعالم سنة 1930 ليدرس مصر والشرق الأدنى والهند والصين واليابان؛ وعاد فطوف بالعالم من جديد سنة 1932 ليزور اليابان ومنشوريا وسيبريا وروسيا؛ وهو يرجو لنفسه في الخمسة الأعوام المقبلة (التي تلت إخراج هذا الجزء من قصة الحضارة) أن ينفق عاماً في اليونان وإيطاليا ليأخذ أهبته للجزء الثاني من "قصة الحضارة".

## نبذة
وُلد عام 1885م وتلقى تعليماً كاثوليكياً ولكنه تعرض لحالة تحول جذري فاتجه إلى الفلسفة ونال فيها الدكتوراه عام 1917 فأصبح استاذاً في جامعة كولومبيا.
غير أنه أيضاً لم يتحمَّل رتابة العمل فهو يميل إلى الانطلاق والمغامرة فانطلق حُراً يلقي سلسلة من المحاضرات عن القادة والأبطال الذين تركوا تأثيرهم على حياة البشر
ثم نشر كتابه (قصة الفلسفة) فلقي رواجاً كبيراً مكَّنته عوائده المالية من التحرر من رباط الوظيفة، ولهذا الكتاب بالعربية ترجمتان إحداهما لأحمد الشيباني، والثانية لفتح الله المشعشع
ثم أصدر كتابه (التحول) وهو يصوِّر طفرة الفكر التي انتابته وانفكاكه من أسر البرمجة الثقافية وتحرر عقله من الأفكار المسبقة
ثم أصدر كتابه (مباهج الفلسفة) بمجلدين وقد ترجمه الدكتور أحمد فؤاد الأهواني
ثم كتاب (مغامرون في بحار العبقرية)
ثم تفرغ لمشروعه الكبير (قصة الحضارة) وفي الجزء (39) وَعَدَ بأن يُصدر كتاباً مستقلاً عن (عظات التاريخ)، وقد وفي بذلك وترجم الكتاب الدكتور علي شلش،
وله كتاب بعنوان (تفسير الحياة)
وآخر بعنوان (سيرة حياتنا) وهو سيرة حياته وحياة زوجته التي أضاف اسمها على أغلفة الأجزاء الأخيرة كمشاركة في التأليف
وعند نهاية حياته أنجز كتابه الأخير (أبطال من التاريخ) ومات عام 1981م وهو في السادسة والتسعين من العمر.

## حياته
التحق ويليام ديورانت بالمدرسة الإعدادية في سنة 1900م حيث درس علي يد اليسوعيين وفي سنة 1907م تخرج من كلية القديس بطرس التي تقع في جيرسي سيتي الموجودة بولاية نيو جيرسي. عمل مقابل 10 دولارات للأسبوع الواحد وذلك في مجلة نيويورك فقد كان مراسلا لآرثر بريسبان الجديد.
تزوج «ويل ديورانت» من «أرييل» التي كانت أصغر منه بحوالي 13 سنة وأنجبت له ابنته الوحيدة أثيل كما كان لهم ابنا بالتبني يسمي لويس. كتب مؤلفه الأول في مجال الفلسفة والمشكلات الاجتماعية في فترة انشغاله بالحصول علي شهادة الدكتوراه في مجال الفلسفة، وفي سنة 1917م نال درجة الدكتوراه وعُين في جامعة كولومبيا في منصب أستاذ.

## الجوائز
- جائزة بوليتنزر في مجال الأدب.

## مؤلفاته
- قصة الحضارة هو وزوجته أريل ديورانت
- مباهج الفلسفة
- قصة الفلسفة
- الفلسفة والمسألة الاجتماعية
- عن معنى الحياة

## وصلات خارجية
- ويل ديورانت على موقع IMDb (الإنجليزية)
- ويل ديورانت على موقع الموسوعة البريطانية (الإنجليزية)
- ويل ديورانت على موقع مونزينجر (الألمانية)
- ويل ديورانت على موقع إن إن دي بي (الإنجليزية)
- مؤسسة ويل ديورانت
- Will Durant's List of: Best 100 Books for an Education
- قصة الحضارة لويل ديورانت